# Liste von Hopfenmuseen
Die folgende Liste der Hopfenmuseen gibt einen Überblick zu den Museen in aller Welt, die den Anbau und die Verarbeitung von Hopfen zum Hauptthema haben. Die Liste erhebt keinen Anspruch auf Vollständigkeit.

## Liste bekannter Hopfenmuseen

### Deutschland
| Bundesland        | Ort                                  | Museum                          | Abbildung |
| ----------------- | ------------------------------------ | ------------------------------- | --------- |
| Bayern            | Spalt                                | HopfenBierGut                   |           |
| Baden-Württemberg | Tettnang                             | Hopfenmuseum Tettnang           |           |
| Bayern            | Wolnzach in der Hallertau            | Deutsches Hopfenmuseum          |           |
| Bayern            | Neunkirchen am Sand in Mittelfranken | Museum Fränkische Hopfenscheune |           |

- Hallertauer Hopfen- und Heimatmuseum in Geisenfeld in der Hallertau in Bayern

### Weitere
| Land       | Ort, Region                                           | Museum                  | Abbildung |
| ---------- | ----------------------------------------------------- | ----------------------- | --------- |
| Belgien    | Poperinge in Flandern                                 | Hopfenmuseum Poperinge  |           |
| Österreich | St. Ulrich im Mühlkreis in Oberösterreich             | Hopfenmuseum St. Ulrich |           |
| Tschechien | Žatec im Ústecký kraj                                 | Hopfenmuseum Žatec      |           |
| Tschechien | Žatec im Ústecký kraj                                 | Hopfen- und Biertempel  |           |
| Tschechien | Žatec im Ústecký kraj                                 | Muzeum Homolupulů       |           |
| USA        | Fall City im King County im US-Bundesstaat Washington | Fall City Hop Shed      |           |